# Drago Ćepulić
Drago Ćepulić, hrvatski književnik, filozof, publicist i esejist iz Novog Vinodolskog. Kršćanski je intelektualac europskog obzorja. Vladimir Lončarević priredio je knjigu Ćepulićevih studija i eseja o književnim, kulturološkim i drugim pitanjima objavljenim u knjigama i časopisima na vrhuncu Ćepulićeva stvaralaštva.